# Meroplâncton
Em biologia marinha, chama-se meroplâncton aos animais cuja fase adulta é bentônica, como é o caso dos bentos, de que fazem parte os equinodermes, os anelídeos e muitos crustáceos, como as lagostas e os caranguejos.
Animais planctônicos que passam suas vidas inteiras no reino pelágico são denominados animais holoplânctonicos.

## Invertebrados segunda edição - Richard C. Brusca e Gary J. Brusca
1. ↑  Mauro de Melo Júnior & José Eduardo Martinelli Filho, “Larvas do Plâncton Marinho” III Semana Temática de Oceanografia, Minicurso: Formas Larvais do Plâncton, São Paulo, 26 a 28 de agosto de 2008, Universidade de São Paulo, Instituto Oceanográfico acessado a 2 de junho de 2009